# Bolsøybroen
62°43′52″N 007°21′23″Ø / 62.73111°N 7.35639°Ø
Bolsøybroen er en betonbjælkebro som krydser Bolsøysundet i Molde kommune i Møre og Romsdal fylke i Norge. Den går mellem Grønneset på fastlandet og Bolsøya.  Bolsøybroen er 555 meter lang, med en gennemsejlinghøjde på 16 meter. Broen har 11 spænd, det længste spænd er 55 meter.
Bolsøybrua er en del af riksvei 64. Vejstykket som broen ligger på kaldes Skålavegen, som går fra Skålahalvøen, over Bolsøybroen og Bolsøya og gennem Fannefjordtunnelen til Årø lige øst for Molde. Vejprosjektet blev åbnet 24. maj 1991, og var bompengefinansieret til det var nedbetalt sommeren 2005, efter en 14 års opkrævningsperiode. Skålavejen erstattede færgeforbindelsen mellem Grønneset og Lønset på nordsiden af Fannefjorden.